# Ernstbrunn
Ernstbrunn là một thị trấn ở huyện Korneuburg trong bang Niederösterreich ở nước Áo. Đô thị này có diện tích 80,69 km², dân số năm 2001 là 3141 người. Enzersfeld có 26,99% là rừng.